# Jan de Zanger
Jan F. de Zanger (* 4. Juli 1932 in Schiedam; † 14. Januar 1991 in Hejlsminde, Dänemark) war ein niederländischer Autor, vor allem von Jugendbüchern.

## Leben
Jan de Zanger sprach fließend dänisch, da er 1945 von seinen Eltern drei Monate nach Dänemark zu einer Pflegefamilie verschickt worden war, um dort „aufgepäppelt“ zu werden. Von da an verbrachte er während seiner Schulzeit und auch danach fast alle Ferien in Dänemark, später auch in Schweden und Norwegen. Nach Abschluss seiner Schulausbildung in den Niederlanden zog er danach wieder nach Skandinavien. Allerdings kehrte er für sein Studium in die Niederlande zurück.
1957 wurde er Lehrer für niederländische Sprache bei einer Schulgemeinschaft in Lochem. Nach zwanzig Jahren verließ er 1977 den aktiven Schuldienst aus Enttäuschung über das Schulsystem, das seiner Meinung nach Schüler zur Unterordnung an Eigennutz und Willkür der Lehrer zwang.
Von 1977 bis 1989 arbeitete de Zanger bei der Stiftung Leerplan Ontwikkeling (Lehrplanentwicklung) in Enschede. Ab 1989 lebte er als freier Schriftsteller in Zwiep. Jan de Zangers literarisches Interesse lag nicht nur beim Schreiben von Büchern, sondern auch bei Übersetzungen, vor allem  von dänischen, aber auch schwedischen, norwegischen, finnischen und deutschen Texten. Für seine Bücher und Übersetzungen erhielt er zahlreiche Auszeichnungen.
Seine erste eigene Arbeit, ein Gedichtband mit dem Titel Bij mijzelf te rade, wurde 1962 veröffentlicht. Danach folgten niet alleen / maar ook (1967) und Aai de baas daarom (1970), ebenfalls Gedichte.
Sein erstes Jugendbuch war Ben is dood („Ben ist tot“, auf Deutsch erschienen unter dem Titel: Wer war Ben?). Dieses Buch erhielt den Preis „Gouden Harington“ als bestes Jugendbuch des Jahres 1981.

## Werke
- 1962: Bij mijzelf te rade
- 1967: niet alleen / maar ook
- 1970: Aai de baas daarom
- 1981: Ben is dood. ISBN 90-258-4931-8, (Wer war Ben. 1984, ISBN 3-89106-005-X).
- 1983: Gekke Bril en gekke Rooie. ISBN 90-258-4932-6.
- 1983: Ik ben naar Wladiwostok. ISBN 90-258-4933-4, (Ich geh nach Wladiwostok, oder Ich bin nicht so wie du. 1986, ISBN 3-499-20427-4).
- 1984: Voor een halve zak drop. ISBN 90-258-4935-0, (Für 'ne halbe Tüte Drops. 1985, ISBN 3-89106-017-3).
- 1985: De opschepper. ISBN 90-258-4938-5.
- 1986: De knikker. ISBN 90-258-4934-2, (Die Glasmurmel. 1990, ISBN 3-8181-6010-4).
- 1986: Desnoods met geweld. ISBN 90-258-4939-3, (Dann eben mit Gewalt. 1987, ISBN 3-89106-043-2).
- 1987: De twee-bloed. ISBN 90-258-4940-7.
- 1988: Dit been is korter. ISBN 90-258-4941-5, (Das Bein ist kürzer. 1989, ISBN 3-89106-091-2).
- 1988: Poepoe. ISBN 90-258-4942-3, (Pupu und die gelben Briefe. 1989, ISBN 3-89106-073-4).
- 1989: De mensen kijken altijd zo. ISBN 90-258-4810-9, (Die Leute gucken immer so. 1990, ISBN 3-89106-115-3).
- 1990: Hadden we er maar wat van gezegd!. ISBN 90-258-4813-3, (Warum haben wir nichts gesagt? 1991, ISBN 3-89106-137-4).

## Verfilmungen
- 1993: Dann eben mit Gewalt (englisch: Violence: The Last Resort) mit Jasmin Tabatabai, Jürgen Vogel, Thomas Heinze, Regula Grauwiller, David Steffen u. a. Regie: Rainer Kaufmann. Drehbuch: Klaus Richter und Jan de Zanger. Erstausstrahlung im deutschen Fernsehen  (arte): 9. August 1993.

## Preise
- 1981: „De Gouden Harington“ (bestes Jugendbuch), von der Kinderjury in Velsen für Ben is dood
- 1982: „Legpenning“ der Provinz Limburg für sein Buch De fietser
- 1988: Gustav-Heinemann-Friedenspreis für Kinder- und Jugendbücher für Dann eben mit Gewalt (Desnoods met geweld)
- 1989: Tipp der Niederländischen Kinderjury 10 bis 12 Jahre für Poepoe
- 1991: Tipp der Niederländischen Kinderjury 13 bis 16 Jahre für Hadden we er maar wat van gezegd!